# Котсвилл (Пенсильвания)
Котсвилл — город в округе Честер, штат Пенсильвания, США. Согласно переписи в 2010 году население составляло 13 100 человек. Котсвилл расположен примерно в 62 километрах к западу от Филадельфии.
Котсвилл вырос вокруг сталепромышленной компании Lukens. Lukens купила корпорация Bethlehem Steel в 1997 году. В 2002 году Bethlehem Steel была куплена компанией International Steel Group (ISG) со штаб-квартирой в Огайо. Позже компания Mittal Steel выкупила ISG, а затем объединилась с Arcelor, которые стали формировать компанию ArcelorMittal.

## История

### Начало
Поселение на месте будущего Котсвилла известно со времен существования здесь индейской деревни на реке Брендивайн, жители которой занимались торговлей мехом.
Одним из первых землевладельцев является уроженец Шотландии Уильям Флеминг. Он построил бревенчатый дом в районе нынешних Гармони стрит и 5-й авеню, и ему принадлежала площадь около 0,84 км² земли на берегу реки.
В 1787 году Моисей Коутс, зажиточный крестьянин и тёзка Котсвилла, купил дом у сына Флеминга. Моисей Коутс вместе с Джесси Керси придумали план развития области на основе первой платной дороги, которая была построена с 1792 по 1795 годы. У города была сооружена застава. Котсвилл стал популярным местом остановки так как он находился примерно на полпути между Филадельфией и Ланкастером.
Ещё одним из пионеров Котсвилла считается Пьер Бизаллион, француз, торговец мехом, обустроившийся здесь в начале XVIII века. Считается, что он был переводчиком между Уильямом Пенном и коренными американцами. На территории земельного участка, который принадлежал Бизаллиону (примерно 2 кв. км), теперь находится Больница Ветеранов.

### XIX век
Перед тем как стать единственным городом в округе Честер, существовали два населённых пункта:
- Бридж-Таун (город Мостов), из-за двух мостов через реку Брендивайн и
- деревня и железнодорожная станция под названием Мидвей (На полпути), названная в честь середины пути между Филадельфией и Ланкастером Филадельфийско-Колумбийской железной дороги. Образована в 1834 году[2] на западном берегу реки Брендивайн.

В 1867 году населённые пункты Мидвей и Бридж-Таун объединились, чтобы стать местечком Котсвилл. Статус города Котсвиллу присвоен в 1915 году.
Близость реки позволило городу использовать энергию воды и начать развитие металлургии. В 1810 году образован металлургический завод Брендивайн, предшественник Lukens. Чарльз Лакенс, доктор медицины, женился на Ребекке, дочери Исаака Пеннока в 1813 году. После смерти мужа в 1825 году, Ребекка Пеннок Лакенс взяла на себя управление комбинатом. Ребекка была одной из первых женщин руководительниц крупной корпорации в Америке.

### XX век
К началу XX века население выросло до 6000. Наряду с ростом населения развивались школьная система и религиозные общины. В 1932 году в Котсвилле находились 22 церкви и синагоги. Компания Lukens стала крупнейшим работодателем в графстве Честер с более чем 10000 работниками. После Второй мировой войны темпы производства начали медленно снижаться и Lukens сократила рабочие места до 5000 и в конечном итоге до 2000 человек.
В 1911 году в городе прошёл последний акт линчевания чернокожего. Чернокожий Захарии Уокер якобы убил полицейского Эдгара Райса. В результате Уокер попал в больницу, но и после выписки он по-прежнему был прикован к кровати. Однако его схватили и сожгли на глазах сотен граждан в поле к югу от города. Когда горящий Уокер шатаясь пытался выбираться из костра, горожане вилами и граблями толкали его обратно. Данный факт до сих пор остаётся пятном на имидже города.

### XXI век
В Котсвилле ведутся проекты по сносу заброшенных и опасных строений, а также строительство новых односемейных домов и таунхаусов, региональный центр отдыха, торговых, офисных зданий. Планируется ремонт пришедшей в негодность местной железнодорожной станции. Вдоль автодороги 82 в 2011 году начал строиться отель Marriott.
В 1969 году Lukens изготовили кованые стальные балки для Всемирного торгового центра в Нью-Йорке. Некоторые из этих балок, остались стоять после террористических актов 9/11. Десять балок были доставлены обратно в Котсвилл 15 апреля 2010 года, и планируется, что часть из них станут экспонатами местного музея.

## География
По данным Бюро переписи населения США, город имеет общую площадь в 4,9 кв. км, из которых 0,53 % занимает вода.

## Население
| Год  | Население | Изменение, % |
| ---- | --------- | ------------ |
| 1870 | 2025      | -            |
| 1880 | 2766      | 36,6         |
| 1890 | 3680      | 33,0         |
| 1900 | 5721      | 55,5         |
| 1910 | 11084     | 93,7         |
| 1920 | 14515     | 31,0         |
| 1930 | 14582     | 0,5          |
| 1940 | 14006     | -4,0         |
| 1950 | 13826     | -1,3         |
| 1960 | 12971     | -6,2         |
| 1970 | 12331     | -4,9         |
| 1980 | 10698     | -13,2        |
| 1990 | 11038     | 3,2          |
| 2000 | 10838     | -1,8         |
| 2010 | 13100     | 20,9         |

## Транспорт
Аэропорт расположен в соседнем городке Вэллей, примерно в 4,8 км к западу.
Также есть железнодорожный вокзал на линии региональной железной дороги из Филадельфии.

## Известные люди
- Келвин Грув — профессиональный боксер, который выиграл титул IBF в полулегком в 1988 году
- Ричард Гамильтон — звезда NBA, защитник Chicago Bulls
- Ральф Хадсон — последний человек, который предан смерти в штате Нью-Джерси
- Рэй Кич — автогонщик в 1920 году, выиграл в 1929 Indianapolis 500
- Джонни Вейр — американский фигурист
- Джон Л. Уитроу — писатель